# یرون بلایلونس
یرون بلایلونس (هلندی: Jeroen Blijlevens؛ زادهٔ ۲۹ دسامبر ۱۹۷۱) دوچرخه‌سوار اهل هلند است.
از باشگاه‌هایی که در آن رکاب زده‌است می‌توان به تیم دوچرخه‌سواری تی‌وی‌ام اشاره کرد.